# Tetragnatha branda
Tetragnatha branda este o specie de păianjeni din genul Tetragnatha, familia Tetragnathidae, descrisă de Levi, 1981. Conform Catalogue of Life specia Tetragnatha branda nu are subspecii cunoscute.